# Lista över THE:s världsranking av lärosäten 2019
Lista över Times Higher Educations ranking av världens främsta lärosäten 2019.

## Topp 200
| Land           | Lärosäte                                                              | Placering |
| Storbritannien | Oxfords universitet                                                   | 1         |
| Storbritannien | Universitetet i Cambridge                                             | 2         |
| USA            | Stanford University                                                   | 3         |
| USA            | Massachusetts Institute of Technology                                 | 4         |
| USA            | California Institute of Technology                                    | 5         |
| USA            | Harvard University                                                    | 6         |
| USA            | Princeton University                                                  | 7         |
| USA            | Yale University                                                       | 8         |
| Storbritannien | Imperial College London                                               | 9         |
| USA            | University of Chicago                                                 | 10        |
| Schweiz        | Eidgenössische Technische Hochschule Zürich                           | 11        |
| USA            | University of Pennsylvania                                            | 12        |
| USA            | Johns Hopkins University                                              | 12        |
| Storbritannien | University College London                                             | 14        |
| USA            | University of California, Berkeley                                    | 15        |
| USA            | Columbia University                                                   | 16        |
| USA            | University of California, Los Angeles                                 | 17        |
| USA            | Duke University                                                       | 18        |
| USA            | Cornell University                                                    | 19        |
| USA            | University of Michigan                                                | 20        |
| Kanada         | University of Toronto                                                 | 21        |
| Kina           | Tsinghuauniversitetet                                                 | 22        |
| Singapore      | National University of Singapore                                      | 23        |
| USA            | Carnegie Mellon University                                            | 24        |
| USA            | Northwestern University                                               | 25        |
| Storbritannien | London School of Economics                                            | 26        |
| USA            | New York University                                                   | 27        |
| USA            | University of Washington                                              | 28        |
| Storbritannien | University of Edinburgh                                               | 29        |
| USA            | University of California, San Diego                                   | 30        |
| Kina           | Pekinguniversitetet                                                   | 31        |
| Tyskland       | Münchens universitet                                                  | 32        |
| Australien     | University of Melbourne                                               | 32        |
| USA            | Georgia Institute of Technology                                       | 34        |
| Schweiz        | École polytechnique fédérale de Lausanne                              | 35        |
| Hongkong       | University of Hong Kong                                               | 36        |
| Kanada         | University of British Columbia                                        | 37        |
| Storbritannien | King's College London                                                 | 38        |
| USA            | University of Texas                                                   | 39        |
| Sverige        | Karolinska Institutet                                                 | 40        |
| Hongkong       | Hong Kong University of Science and Technology                        | 41        |
| Frankrike      | Université de recherche Paris Sciences et Lettres                     | 41        |
| Japan          | Tokyos universitet                                                    | 43        |
| USA            | University of Wisconsin-Madison                                       | 44        |
| Kanada         | McGill University                                                     | 45        |
| Tyskland       | Münchens tekniska universitet                                         | 45        |
| Tyskland       | Heidelbergs universitet                                               | 47        |
| Belgien        | Katholieke Universiteit Leuven                                        | 48        |
| Australien     | Australian National University                                        | 49        |
| USA            | University of Illinois at Urbana-Champaign                            | 50        |
| Singapore      | Nanyang Technological University                                      | 51        |
| USA            | University of California, Santa Barbara                               | 52        |
| USA            | Brown University                                                      | 53        |
| Hongkong       | The Chinese University of Hong Kong                                   | 53        |
| USA            | Washington University in St Louis                                     | 55        |
| USA            | University of North Carolina at Chapel Hill                           | 56        |
| Storbritannien | University of Manchester                                              | 57        |
| Nederländerna  | Delfts tekniska universitet                                           | 58        |
| Australien     | University of Sydney                                                  | 59        |
| Nederländerna  | Wageningen University & Research                                      | 59        |
| USA            | University of California, Davis                                       | 59        |
| Nederländerna  | Universiteit van Amsterdam                                            | 62        |
| Sydkorea       | Seouls nationella universitet                                         | 63        |
| USA            | Purdue University                                                     | 64        |
| Japan          | Kyoto universitet                                                     | 65        |
| USA            | University of Southern California                                     | 66        |
| Tyskland       | Humboldt-Universität zu Berlin                                        | 67        |
| Nederländerna  | Universitetet i Leiden                                                | 68        |
| Australien     | University of Queensland                                              | 69        |
| Nederländerna  | Erasmusuniversitetet i Rotterdam                                      | 70        |
| USA            | University of Minnesota                                               | 71        |
| USA            | Ohio State University                                                 | 71        |
| Frankrike      | Sorbonne universitetet                                                | 73        |
| Nederländerna  | Universitetet i Utrecht                                               | 74        |
| USA            | Boston University                                                     | 74        |
| Tyskland       | Freiburgs universitet                                                 | 76        |
| Kanada         | McMaster University                                                   | 77        |
| Storbritannien | University of Bristol                                                 | 78        |
| Storbritannien | University of Warwick                                                 | 79        |
| Nederländerna  | Universitetet i Groningen                                             | 79        |
| USA            | Pennsylvania State University                                         | 81        |
| Sydkorea       | Sungkyunkwan University                                               | 82        |
| USA            | University of Maryland                                                | 82        |
| Australien     | Monash University                                                     | 84        |
| USA            | Emory University                                                      | 84        |
| USA            | Rice University                                                       | 86        |
| Sverige        | Uppsala universitet                                                   | 87        |
| Tyskland       | RWTH Aachen                                                           | 87        |
| Tyskland       | Tübingens universitet                                                 | 89        |
| Schweiz        | Zürichs universitet                                                   | 90        |
| Tyskland       | Charité                                                               | 90        |
| Kanada         | Université de Montréal                                                | 90        |
| Storbritannien | University of Glasgow                                                 | 93        |
| USA            | Michigan State University                                             | 93        |
| Kina           | University of Science and Technology of China                         | 93        |
| USA            | University of California, Irvine                                      | 96        |
| Australien     | University of New South Wales                                         | 96        |
| Sverige        | Lunds universitet                                                     | 98        |
| Finland        | Helsingfors universitet                                               | 99        |
| USA            | Dartmouth College                                                     | 99        |
| Kina           | Zhejiang University                                                   | 101       |
| Sydkorea       | Korea Advanced Institute of Science and Technology                    | 102       |
| Schweiz        | Universität Basel                                                     | 103       |
| Tyskland       | Freie Universität Berlin                                              | 104       |
| Kina           | Fudanuniversitetet                                                    | 104       |
| Storbritannien | Universitetet i Sheffield                                             | 106       |
| USA            | University of Virginia                                                | 107       |
| Frankrike      | École Polytechnique                                                   | 108       |
| USA            | Georgetown University                                                 | 109       |
| Hongkong       | City University of Hong Kong                                          | 110       |
| Tyskland       | Bonns universitet                                                     | 110       |
| Schweiz        | Universität Bern                                                      | 110       |
| USA            | University of Pittsburgh                                              | 110       |
| Storbritannien | Durham University                                                     | 114       |
| USA            | University of Colorado Boulder                                        | 114       |
| Storbritannien | University of Birmingham                                              | 116       |
| Danmark        | Köpenhamns universitet                                                | 116       |
| Storbritannien | University of Southampton                                             | 118       |
| Storbritannien | University of York                                                    | 119       |
| Irland         | Trinity College Dublin                                                | 120       |
| Norge          | Universitetet i Oslo                                                  | 121       |
| USA            | Vanderbilt University                                                 | 121       |
| Danmark        | Aarhus universitet                                                    | 123       |
| USA            | Arizona State University                                              | 123       |
| Tyskland       | Göttingens universitet                                                | 123       |
| Tyskland       | Mannheims universitet                                                 | 123       |
| Nederländerna  | Radboud Universiteit Nijmegen                                         | 123       |
| Nederländerna  | Universitetet i Maastricht                                            | 128       |
| Belgien        | Université catholique de Louvain                                      | 128       |
| Storbritannien | Queen Mary University of London                                       | 130       |
| Tyskland       | Münchens tekniska universitet                                         | 131       |
| Kanada         | University of Alberta                                                 | 132       |
| USA            | Case Western Reserve University                                       | 132       |
| Kina           | Nanjing University                                                    | 134       |
| Australien     | University of Western Australia                                       | 134       |
| Schweiz        | Université de Genève                                                  | 135       |
| Australien     | University of Adelaide                                                | 135       |
| Spanien        | Universitat Pompeu Fabra                                              | 135       |
| Tyskland       | Karlsruher Institut für Technologie                                   | 135       |
| Tyskland       | Hamburgs universitet                                                  | 135       |
| Storbritannien | University of Exeter                                                  | 141       |
| Sydkorea       | Pohang University of Science and Technology                           | 142       |
| Belgien        | Universiteit Gent                                                     | 143       |
| Österrike      | Wiens universitet                                                     | 143       |
| Spanien        | Universitat Autònoma de Barcelona                                     | 145       |
| USA            | Indiana University                                                    | 146       |
| Storbritannien | Lancaster University                                                  | 146       |
| Tyskland       | Kölns universitet                                                     | 146       |
| Storbritannien | University of Nottingham                                              | 149       |
| Tyskland       | Universität Ulm                                                       | 149       |
| Tyskland       | Technische Universität Dresden                                        | 151       |
| USA            | Tufts University                                                      | 152       |
| Sverige        | Stockholms universitet                                                | 153       |
| Storbritannien | University of Leeds                                                   | 153       |
| Italien        | Scuola superiore di studi universitari e di perfezionamento Sant'Anna | 153       |
| USA            | University of Florida                                                 | 156       |
| Sydafrika      | University of Cape Town                                               | 156       |
| Storbritannien | Universitetet i Aberdeen                                              | 158       |
| USA            | University of Arizona                                                 | 159       |
| Hongkong       | Hong Kong Polytechnic University                                      | 159       |
| Tyskland       | Würzburgs universitet                                                 | 159       |
| Italien        | Scuola normale superiore                                              | 161       |
| Storbritannien | University of Sussex                                                  | 161       |
| Storbritannien | University of Rochester                                               | 163       |
| Danmark        | Danmarks Tekniske Universitet                                         | 163       |
| Storbritannien | University of St Andrews                                              | 165       |
| Nederländerna  | Vrije Universiteit Amsterdam                                          | 166       |
| Nederländerna  | Technische Universiteit Eindhoven                                     | 167       |
| Storbritannien | University of Leicester                                               | 167       |
| USA            | University of California, Santa Cruz                                  | 167       |
| Taiwan         | National Taiwan University                                            | 170       |
| Storbritannien | Newcastle University                                                  | 171       |
| USA            | Texas A&M University                                                  | 171       |
| USA            | University of Notre Dame                                              | 173       |
| Tyskland       | Friedrich-Alexander-Universität Erlangen-Nürnberg                     | 175       |
| Schweiz        | Université de Lausanne                                                | 176       |
| Kanada         | Universitetet i Ottawa                                                | 176       |
| USA            | Rutgers University-New Brunswick                                      | 176       |
| USA            | University of Alabama at Birmingham                                   | 179       |
| Italien        | Universitetet i Bologna                                               | 180       |
| Finland        | Aalto-universitetet                                                   | 181       |
| Storbritannien | Liverpools universitet                                                | 181       |
| USA            | George Washington University                                          | 181       |
| USA            | Northeastern University                                               | 184       |
| Tyskland       | Münsters universitet                                                  | 184       |
| Nederländerna  | Universiteit Twente                                                   | 184       |
| Sverige        | Kungliga Tekniska högskolan                                           | 187       |
| Storbritannien | Cardiff University                                                    | 187       |
| Kina           | Shanghai Jiao Tong University                                         | 189       |
| Tyskland       | Universität Konstanz                                                  | 189       |
| Storbritannien | University of East Anglia                                             | 190       |
| Tyskland       | Universität Duisburg-Essen                                            | 190       |
| Kanada         | Western University                                                    | 190       |
| Danmark        | Aalborg Universitet                                                   | 194       |
| Frankrike      | Université Paris-Diderot                                              | 194       |
| Australien     | University of Technology, Sydney                                      | 196       |
| Norge          | Universitetet i Bergen                                                | 197       |
| Sydkorea       | Korea University                                                      | 198       |
| Ryssland       | Moskvauniversitetet                                                   | 199       |
| Kanada         | University of Calgary                                                 | 199       |